# Alon Yogev
Alon Yogev (in ebraico אלון יוגב‎?; Tel Aviv, 7 maggio 1999) è un pistard e ciclista su strada israeliano.

## Palmarès

### Pista
- 2020

Campionati israeliani, Inseguimento individuale
Campionati israeliani, Omnium
- 2022

Campionati israeliani, Corsa a eliminazione
Campionati israeliani, Corsa a punti
- 2023

Campionati israeliani, Inseguimento individuale
Campionati israeliani, Americana (con Amit Keinan)

### Strada
- 2017 (Juniores)

Campionati israeliani, Prova a cronometro Junior
- 2018 (Dilettanti)

Campionati israeliani, Prova a cronometro Under-23
- 2019 (Dilettanti)

Campionati israeliani, Prova a cronometro Under-23

## Piazzamenti

### Competizioni mondiali
- Campionati del mondo su pista

Saint-Quentin-en-Yvelines 2022 - Corsa a punti: 12º
Glasgow 2023 - Corsa a punti: 12º

### Competizioni europee
- Campionati europei su pista

Apeldoorn 2021 - Scratch Under-23: 12º
Apeldoorn 2021 - Corsa a punti Under-23: 16º
Monaco di Baviera 2022 - Inseguimento individuale: 19º
Monaco di Baviera 2022 - Omnium: 15º
Grenchen 2023 - Corsa a punti: 14º
Apeldoorn 2024 - Corsa a punti: 16º